# Filipp Jegorow
Filipp Jewgienijewicz Jegorow (ros. Филипп Евгеньевич Егоров; ur. 8 czerwca 1978 w Orle) – rosyjski bobsleista, srebrny medalista olimpijski.

## Kariera
Pierwszy sukces w karierze osiągnął w 2006 roku, kiedy wspólnie z Aleksandrem Zubkowem, Aleksiejem Sieliwierstowem i Aleksiejem Wojewodą wywalczył srebrny medal podczas igrzysk olimpijskich w Turynie. W 2011 roku wystąpił na mistrzostwach Europy w Winterbergu, zdobywając srebrny medal w czwórkach. Wynik ten Rosjanie z Jegorowem w składzie powtórzyli na rozgrywanych rok później mistrzostwach Europy w Altenbergu. Startował także w czwórkach na igrzyskach olimpijskich w Salt Lake City w 2002 roku i igrzyskach w Vancouver, jednak w pierwszym przypadku był szesnasty, a osiem lat później jego osada nie ukończyła zawodów.